# Srđan Baljak
Srđan Baljak (in serbo Срђан Баљак?; Belgrado, 25 novembre 1978) è un ex calciatore serbo, di ruolo attaccante.